# Ipogeo di via Livenza
L'Ipogeo di via Livenza è una costruzione sotterranea antica situata presso l'attuale via Livenza a Roma, a nord del colle Quirinale, poco lontano dalle mura Aureliane, dove si trovava l'ampio Sepolcreto salario.
Si tratta di un edificio dalla pianta allungata, simile a quella di un circo (21x7 metri), orientato sull'asse nord-sud, con vari ambienti laterali. Venne scoperto durante la costruzione del quartiere moderno ed oggi gli edifici soprastanti ne hanno tagliato via gran parte, anche se è ancora possibile interpretare il monumento dalle strutture superstiti.

## Descrizione

Nicchia

Vi si accede tramite una scala che conserva ancora numerosi gradini antichi originari. La parete settentrionale, che è parallela a quella di fondo, è forata da tre archi adiacenti (due minori ai lati e uno principale al centro).
Sotto l'arco centrale, in posizione leggermente obliqua, si trova un vascone rettangolare (2,90 x 1,70, profondo 2,50 metri), separato dal resto dell'aula da una transenna, di ricostruzione recente. Esso era alimentato da un tubo sul muro settentrionale che riempiva la vasca solo fino a metà, mentre per entrarvi dentro si dovevano scendere tre scalini (il primo dei quali è molto alto). Lo scarico dell'acqua avveniva tramite il fognolo visibile sopra il primo gradino e tramite un'apertura a saracinesca sulla parete occidentale.
Il sottarco e la parete di fondo avevano pitture nello zoccolo inferiore e mosaici nella parte superiore. Dei mosaici si conserva solo un frammento che suggerisce una fascia multicolore che borda una scena dove compaiono due figure, una delle quali è inginocchiata davanti a una fonte, mentre l'altra è in piedi: forse si tratta di san Pietro che fa scaturire l'acqua da una roccia per battezzare un centurione convertito. L'epigrafe al centro dell'arcone è quasi totalmente scomparsa. Lo zoccolo è decorato da figure di Eroti alla pesca.
La parete di fondo ha una nicchia, non lungo l'asse, con affreschi che imitano incrostazioni marmoree e, sulla calotta, un kantharos dal quale zampilla acqua e dove si posano due colombe. Ai lati di questa nicchia si trovano le decorazioni più importanti, ambientate in un paesaggio verde con alberi e cespugli: a sinistra una Diana cacciatrice che estrae una freccia dalla faretra, con due cervi che fuggono ai lati; a destra una ninfa dei boschi che accarezza un capriolo. Il complesso doveva inoltre essere decorato da marmi, dei quali sono stati trovati alcuni frammenti.

## Uso e datazione
Nella decorazione dell'edificio coesistono quindi soggetti cristiani e pagani e si è pensato che potesse essere adibito a battistero o tempio di qualche culto misterico, o forse anche un ninfeo legato allo sfruttamento della polla d'acqua sotterranea.
La datazione del complesso è posta nella seconda metà del IV secolo, anche guardando alla tecnica edilizia in opus listatum, dove compare un bollo con il monogramma di Costantino. L'epoca post-costantiniana (in particolare il momento di transizione tra Giuliano e Teodosio I) è coerente con il classicismo della decorazione, la ricchezza e con l'ambiguità pagano-cristiana.